# Peter Siebelt
Peter Johannes Wilhelmus Siebelt (Amsterdam, 1 januari 1946) is een Nederlands publicist, activist en beveiligingsexpert, die schrijft over links-radicalen in Nederland.

## Levensloop
Siebelt startte in 1976 met een eigen beveiligingsbedrijf; Siebelt Beveiliging BV. Hij adviseerde bedrijven bij bedrijfsbezettingen en dreigende stakingen. Ook bood hij risicoanalyses aan met betrekking tot investeringen in landen als Israël en Zuid-Afrika. Hiervoor richtte hij het bedrijf Algemene Beveiligings Consultants BV (ABC) op.
In 1994 claimde het onderzoeksbureau Jansen & Janssen dat Siebelt informatie zou verzamelen door bij tientallen organisaties, waaronder Parlementariërs tegen Apartheid en Pax Christi, oud papier op te halen en dit vervolgens op voor hem mogelijk interessante gegevens door te spitten. Hij zou dit in opdracht doen van bedrijven, maar zou de gegevens ook voor eigen archief bewaard hebben. Volgens Jansen & Janssen kon Siebelt later deze werkwijze niet meer voortzetten. Volgens Jansen & Janssen baseert Siebelt zich in zijn latere boeken vaak op gegevens die hij op deze wijze verzameld zou hebben.
In 2003 werd Siebelts boek Eco Nostra, het netwerk achter Volkert van der Graaf uitgegeven. In dit boek beschrijft de auteur hoe een groot aantal milieu-actiegroepen nauwe banden met enerzijds universiteiten (vooral de Landbouwuniversiteit Wageningen) en anderzijds de hoogste regionen van de politiek zouden hebben. Siebelt ziet het door hem onderzochte netwerk als een 'spekkoek', waar elke laag een bepaalde groep vertegenwoordigt. De bovenste laag is de bestuurlijke elite, bestaande uit politieke partijen zoals GroenLinks en de SP. Daaronder bevinden zich NGO's en milieuorganisaties zoals onder andere Oxfam Novib, Greenpeace, Natuur en Milieu en Milieudefensie. De onderste laag wordt gevormd door ondergrondse cellen, zoals RaRa en het Dierenbevrijdingsfront. Ook in daarna volgende boeken tracht Siebelt uit de doeken te doen hoe er dwarsverbanden tussen het radicale actiewezen en de gerespecteerde maatschappelijke bovenlaag lopen. Niet alleen linkse politici maar ook prinses Mabel, de Rotterdamse dominee Hans Visser, Ruud Lubbers en Kofi Annan zijn onderwerp van zijn onderzoek. Het boekje werd door de recensent van NRC Handelsblad omschreven als het werk van een "knappe feitenverzamelaar", die echter voor de analyse van die feiten "zijn dikke duim als bron" gebruikt.
In een interview in het Katholiek Nieuwsblad in januari 2003 zegt Siebelt dat hij voor 6 mei 2002 (de dag van de aanslag op Fortuyn) al bang was dat Pim Fortuyn zou worden vermoord. "GroenLinks en de Socialistische Partij, twee parlementaire vertegenwoordigers van de actiegroepen, hebben banden met allerlei buitenlandse terreurbewegingen. Dat bleek laatst nog toen de SP-Utrecht een ETA-lid uitnodigde voor een lezing. Ik vreesde dat een terrorist tegen Pim zou worden ingeschakeld." In zijn boek Eco Nostra, het netwerk achter Volkert van der Graaf werkt Siebelt dit verder uit.
Siebelt heeft ook onderzoek gedaan naar de BDS-beweging, een organisatie die oproept voor boycot, desinvesteringen en sancties tegen Israël. Siebelt stelt dat deze organisatie in Nederland steun krijgt van verschillende maatschappelijke organisaties, zoals Oxfam Novib, Pax Christi Nederland, het ICCO, Cordaid en de Postcode Loterij. Dit begon volgens hem in 1991 met een boycot van de Golanwijnen bij de HEMA. Een kleine kring binnen de overheid zou hierbij betrokken zijn. Over het onderzoek verschijnt in 2017 een boek van Siebelt genaamd "Modus Operandi: de pro-Palestijnse lobby en de kruistocht van de kerken".

## Kritiek
In november 2006 werd Siebelt in De Telegraaf aangehaald als getuige-deskundige met betrekking tot het onderzoek naar de moord op Louis Sévèke. Volgens Siebelt moest de dader achter de moord worden gezocht in politiekringen. Als een van de personen achter het boek De tragiek van de geheime dienst (1990), waarin persoonlijke gegevens van de Nederlandse veiligheidsdienst werden gepubliceerd, zou Sévèke een aantal mensen van de AIVD en de politie hebben geruïneerd. Familie en vrienden van Sévèke noemden dit pure speculatie. Van de in 2007 als verdachte van de moord opgepakte Marcel Teunissen zijn geen banden met politie of veiligheidsdiensten bekend. Teunissen was een bekende van Sévèke uit het krakersmilieu.